# Естебан Батиста
Естебан Батиста (шп. Esteban Damián Batista Hernández; Монтевидео, 2. септембар 1983) је уругвајски кошаркаш. Игра на позицији центра.

## Биографија
Првих неколико сезона сениорске каријере Батиста је махом провео у клубовима из родног Уругваја и у шпанским нижелигашима.
На НБА драфту 2005. године није изабран. Ипак, као слободан играч тог лета је потписао двогодишњи уговор са Атланта хоксима. Током прве сезоне у дресу Хокса одиграо је укупно 57 утакмица, а просечно је на паркету проводио по 8,7 минута и бележио по 1,8 поена и 2,5 скока. Наредне сезоне имао је значајно мању улогу у тиму и прилику да заигра добио је на само 13 мечева.
Крајем септембра 2007. ангажовали су га Бостон селтикси, али није успео да се избори за место у тиму и већ 16. октобра је отпуштен. Истог дана договорио је сарадњу са Макабијем из Тел Авива. У најуспешнијем израелском клубу се задржао до децембра 2008. и био је део састава који је у сезони 2007/08. стизао до финала и у националним такмичењима и у Евролиги, али није успео да освоји ниједан трофеј.
Након краткотрајне епизоде у руском Тријумфу из Љуберција, у јануару 2009. се прикључио аргентинској екипи Депортиво Либертад и у њој остао до краја те сезоне. Лета 2009. потписао је трогодишњи уговор са шпанском Фуенлабрадом. У јануару 2011. прешао је у Саски Басконију и тамо одиграо остатак сезоне 2010/11.
У јулу 2011. започео је двогодишњи ангажман у Анадолу Ефесу. И сезону 2013/14. провео је у Турској, али овога пута као играч Пинар Каршијаке. У фебруару 2014. са Каршијаком је подигао трофеј намењен победнику Купа Турске.
Сезону 2014/15. је провео у Панатинаикосу и са овим клубом је освојио грчки куп за 2015. годину.
Са репрезентацијом Уругваја освојио је два сребра и две бронзе на Јужноамеричком првенству, као и једну бронзу на Панамеричким играма. 

## Успеси

### Клупски
- Каршијака баскет:
  - Куп Турске (1): 2014.

- Панатинаикос:
  - Куп Грчке (1): 2015.

- Олимпија Милано:
  - Првенство Италије (1): 2015/16.
  - Куп Италије (1): 2016.

- Рејер Венеција Местре:
  - Првенство Италије (1): 2016/17.

### Појединачни
- Најкориснији играч кола Евролиге (1): 2007/08.
- Најкориснији играч кола Еврокупа (1): 2013/14.

### Репрезентативни
- Панамеричке игре:  2007.
- Јужноамеричко првенство:  2006, 2008.  2003, 2010.